# Portishead (album)
Portishead è il secondo album della band trip hop inglese Portishead, uscito nel 1997.

## Tracce
Canzoni scritte da Geoff Barrow, Beth Gibbons e Adrian Utley, ad eccezione di dove indicato.
1. Cowboys (Barrow, Gibbons) – 4:38
2. All Mine – 3:59
3. Undenied (Barrow, Gibbons) – 4:18
4. Half Day Closing – 3:49
5. Over – 4:00
6. Humming – 6:02
7. Mourning Air – 4:11
8. Seven Months – 4:15
9. Only You (Barrow, Gibbons, Utley, Thorne, Hardson, Stewart) – 4:59
10. Elysium – 5:54
11. Western Eyes – 3:57